# Kroatische Sozial-Liberale Partei
Die Kroatische Sozialliberale Partei (HSLS) (kroatisch Hrvatska socijalno-liberalna stranka) ist eine konservativ-liberale Partei in Kroatien. Sie war bis 2014 Mitglied der Liberalen Internationale und ist Mitglied der Europäischen Liberalen. Parteivorsitzende ist Darinko Kosor, über viele Jahre hatte Dražen Budiša den Vorsitz inne.

## Neuere Geschichte
Die HSLS wurde am 20. Mai 1989 als erste demokratische Partei Kroatiens nach dem Zweiten Weltkrieg gegründet. Zunächst lautete die offizielle Bezeichnung Hrvatski socijalno-liberalni savez. Sie war bei den ersten freien Wahlen 1990 Teil der Koalition des Volkseinvernehmens (kroat. Koalicija narodnog sporazuma). Nach den Präsidentschafts- und Parlamentswahlen 1992 wurde die HSLS zur führenden Oppositionspartei und blieb dies bis in die späten 1990er Jahre. Die HSLS war die schärfste Kritikerin der kriegerischen Bosnien-Politik der kroatischen Regierung während des Bosnienkriegs. 1997 verließ ein Teil der Mitglieder die Partei und gründete die Liberale Partei (LS).
1998 wurde eine dauerhafte Koalition mit der Sozialdemokratischen Partei Kroatiens (SDP) gebildet, welche die Wahlen zwei Jahre später gewann. Die damalige HDZ-Regierung wurde abgewählt und durch diese Koalition mit vier anderen Parteien ersetzt.
Nach einer weiteren Parteispaltung 2002, als die LIBRA gebildet wurde, verließ die HSLS die Regierung. Bei den Parlamentswahlen am 23. November 2003 stimmten 4 % der Wähler für die Koalition von HSLS und DC (Demokratisches Zentrum), was 3 von 151 Mandaten einbrachte; zwei Sitze im Parlament fielen an die HSLS. Die HSLS unterstützte die Regierung unter Ivo Sanader.
Nach den Kommunalwahlen 2005 wurde die Liberale Partei (LS) wieder mit der HSLS vereint. Seit Januar 2006 ist die gesamte Parteistruktur der LS in die HSLS integriert. Đurđa Adlešić übernahm den Parteivorsitz von Ivan Čehok als Vorsitzende der wiedergeeinten Partei. Sie ist zugleich Bürgermeisterin der Stadt Bjelovar.
Im März 2007 kündigte die Partei an, in einer Koalition mit der Kroatischen Bauernpartei (HSS) bei den Parlamentswahlen im Herbst 2007 anzutreten. Nach den Parlamentswahlen im Herbst 2007 hatten die Oppositionsparteien an Stimmen hinzugewonnen. HSLS und HSS erreichten zusammen acht Abgeordnete. Eine Regierungsbildung schien zunächst schwierig. Die HDZ brauchte einen weiteren Koalitionspartner für eine Regierungsmehrheit und konnte sich nicht länger auf ihre vorherige Minderheitsregierung stützen, worauf sich nach Parteigesprächen die bisher oppositionelle Sozialliberale Partei einließ.
Bei der Parlamentswahl 2015 trat die HSLS im Rahmen des Bündnisses Domoljubna koalicija an, das von der konservativen HDZ angeführt wurde, und erreichte zwei Sitze. Auch 2016 (1 Sitz) und 2020 (2 Sitze) beteiligte sich die HSLS an Bündnissen unter Führung der HDZ.

## Vorsitzende
- Slavko Goldstein (1989–1990)
- Dražen Budiša (1990–1996)
- Vlado Gotovac (1996–1997)
- Dražen Budiša (1997–2001)
- Jozo Radoš (2001–2002)
- Dražen Budiša (2002–2003)
- Ivan Čehok (2003–2006)
- Đurđa Adlešič (2006–2009)
- Darinko Kosor (seit 2009)